# Dagestan (tkanina)

Dagestan z XIX wieku

Dagestan – rodzaj kobierca kaukaskiego pochodzący z kraju o tej nazwie w rejonie Morza Kaspijskiego. 
Jego cechą typową jest dość rzadkie wiązanie węzłem Giordi (ghiordes) i strzyżenie. W polu środkowym i bordiurach często występuje wzór w pasy ukośne. Kobierce te są na ogół wytwarzane w kolorze czerwonym, niebieskim i kremowym. Wraz z szyrwanem i sumakiem zaliczany do odrębnej grupy kobierców kaukaskich, typowych dla regionu azerbejdżańskiego.